# Мельников, Павел Васильевич (полковник)
Павел Васильевич Мельников (26 декабря 1897, с. Шельбово, Владимирская губерния, Российская империя — 15 марта 1953, Москва, СССР) — советский военачальник, полковник (1939).

## Биография
Родился 26 декабря 1897 года в селе Шельбово, ныне в Гаврилово-Посадском районе, Ивановской области. Русский. В 1914 году окончил в Петрограде коммерческое училище и поступил на службу помощником бухгалтера в учетно-ссудное общество взаимного кредита.

### Военная служба

#### Первая мировая война и революция
в январе 1916 года мобилизован в армию и зачислен в запасной артиллерийский дивизион в город Луга, а оттуда переведен в 176-й запасной пехотный полк в городе Красное Село. Там же он окончил учебную команду и в январе 1917 года, как имеющий образование, направлен юнкером в 1-ю Иркутскую школу прапорщиков. После окончания в июле произведен в прапорщики и убыл в распоряжение Петроградского ВО, назначен младшим офицером 16-й роты 3-го запасного пехотного полка в городе Новый Петергоф. После Октябрьской революции 1917 года избран командиром этой роты и по приказу Петроградского совета охранял с ней участок ж. д. Бологое — Тверь. После расформирования полка 28 апреля 1918 года убыл на родину.

#### Гражданская война
В начале июня 1918 года призван в РККА и назначен военным комиссаром Паршинской волости, а в октябре переведен на должность заведующего всевобучем Юрьев-Польского уездного военкомата. С июня 1919 года служил в 5-м запасном стрелковом полку инструктором переменного состава и командиром взвода. 7 августа убыл на Петроградский фронт в распоряжение 7-й армии и затем в составе 12-го стрелкового полка 4-й бригады 2-й стрелковой дивизии командиром взвода, роты и батальона воевал против генерала Н. Н. Юденича. С июня 1920 года исполнял должность начальника разведки, с декабря — помощником начальника штаба этой же 4-й бригады. Участвовал в боях с белополяками на Западном фронте. С марта 1921 года был начальником штаба бригады, в течение шести месяцев временно командовал бригадой.

#### Межвоенные годы
После войны служил в этой же 2-й стрелковой дивизии в должностях помощника начальника штаба, а с июня 1923 года — начальника штаба дивизии. В декабре 1923 года переведен в МВО начальником штаба 37-й стрелковой дивизии (г. Брянск). С января 1925 года служил в той же должности в 4-й стрелковой им. Германского пролетариата дивизии ЗапВО (г. Бобруйск). С августа 1926 по август 1927 года проходил подготовку на КУВНАС при Военной академии РККА им. М. В. Фрунзе, затем вернулся на прежнюю должность. С декабря 1928 года был военруком Каменец-Подольского института народного образования, затем Московского высшего инженерно-строительного училища. С последней должности в ноябре 1930 года назначен начальником 2-го учебно-методического сектора Управления высшей вневойсковой подготовки Главного управления РККА. С января 1934 года работал старшим руководителем кафедры общей тактики в Инженерно-технической академии связи им. В. Н. Подбельского в Москве. С объединением академии с электротехническим институтом связи и образованием на их базе Московского института инженеров связи профессорско-преподавательский состав (в том числе и П. В. Мельников) был переведен в запас (приказ НКО от 14.10.1936). Будучи в запасе, продолжал работать в том же институте начальником военной кафедры. В июне — сентябре 1938 года прошел трехмесячный учебный сбор при Военной академии РККА им. М. В. Фрунзе, после окончания в октябре приказом НКО ему было присвоено воинское звание «полковник запаса».

#### Великая Отечественная война
С началом  войны в июле 1941 году призван в Красную армию и направлен на формирование полка ополченческой дивизии Первомайского района Москвы. С отменой формирования назначен начальником 5-го отделения штаба 280-й стрелковой дивизии, формировавшейся в Тесницких лагерях (20 км северо-западнее г. Тула). В августе переведен на должность начальника 1-го (оперативного) отделения штаба дивизии. В конце месяца дивизия вошла в состав 3-й армии Брянского фронта и вела тяжелые оборонительные бои на реке Десна севернее города Почеп. В начале октября в ходе начавшейся Орловско-Брянской оборонительной операции попала в окружение. В ходе прорыва из окружения полковник  Мельников командовал отрядом, предназначенным для прорыва, а с 14 октября 1941 года временно исполнял обязанности начальника штаба дивизии. Остатки дивизии пробивались в направлении на Святое (55-60 км южнее Брянска). В ночном бою за Святое его отряд разбил штаб кавалерийской дивизии, захватил штабные документы и несколько автомашин, уничтожил до 200 гитлеровцев. Затем дивизия переправилась через реку Навля и продолжала движение через Борщево на Колошичи, Добрик, Глоднево и Гублино. В районе Поповка, Гублино она догнала штаб 3-й армии и 31 октября в районе ст. Щигры вместе с ней вышла из окружения. После выхода ее остатки (до 400 человек) пошли на пополнение 137-й и 269-й стрелковых дивизий, а полковник  Мельников был назначен начальником автомобильно-дорожного отдела Управления тыла 3-й армии. За бои при прорыве из окружения приказом по войскам Брянского фронта от 10.11.1941  Мельников был награжден орденом Красного Знамени.
В последующем с армией участвовал в оборонительных боях в районе городе Ефремов, затем в Елецкой наступательной операции. К концу декабря войска армии вышли на правый берег р. Зуша восточнее Орла, где перешли к обороне. 17 февраля 1942 года под деревней Тургенево полковник  Мельников был ранен, но из строя не выбыл. В апреле отозван в ГУК НКО и направлен затем в Южно-УрВО на должность начальника штаба формировавшейся 274-й стрелковой дивизии 2-го формирования, формировавшейся в городе Высоковск Московской области. Однако формирование ее было отменено, а  Мельников возвращен из городе Чкалов в распоряжение ГУК. Затем с 12 июля вступил во временное командование 274-й стрелковой дивизией  в составе Московской зоны обороны. Затем убыл с ней на Западный фронт в 29-ю армию и участвовал в оборонительных боях на ржевском направлении. С прибытием нового комдива полковника В. П. Шульга с 10 августа исполнял обязанности начальника штаба дивизии. 19 сентября 1942 года переведен на должность начальника отдела боевой подготовки штаба армии. В феврале 1943 года назначен заместителем командира 35-й отдельной стрелковой бригады и участвовал с ней в боях на Западном фронте в районе городе Вязьма. В конце августа на базе этой и 40-й отдельных стрелковых
бригад была сформирована 207-я стрелковая дивизия, а полковник  Мельников переведен на должность начальника штаба 30-й гвардейской стрелковой дивизии и в составе 15-го гвардейского стрелкового корпуса 10-й гвардейской армии Западного фронта участвовал с ней в Смоленской наступательной операции. В конце декабря дивизия вместе с корпусом армии была переброшена в район Великих Лук и включена в состав 2-го Прибалтийского фронта. С января 1944 года она принимала участие в наступлении на идрицком направлении. С апреля полковник  Мельников исполнял должность заместителя командира этой дивизии. В июне — июле 1944 года он находился на лечении по болезни в госпитале, 28 июля назначен преподавателем кафедры общей тактики и оперативного искусства Военно-инженерной академии РККА им. В. В. Куйбышева. С 16 декабря 1944 года занимал должность старшего преподавателя этой кафедры.

#### Послевоенное время
После войны продолжал служить в той же академии (при переводе на новый штат с 10 февраля 1947 года должность именовалась — «старший преподаватель кафедры общей тактики и оперативной подготовки »). 29 апреля 1952 года гвардии полковник Мельников уволен в отставку по болезни.

## Награды
- орден Ленина (05.11.1946)[4]
- три ордена Красного Знамени (10.11.1941[5], 03.11.1944[4], 19.11.1951[4])
  - медали в том числе:
  - «За победу над Германией в Великой Отечественной войне 1941—1945 гг.» (1945)